# Элленридер, Мария
Мария Элленридер (20 марта 1791[…], Констанц — 5 июня 1863[…], Констанц) — немецкая художница.

## Биография
Родилась в 1791 году в Констанце в семье часовщика Конрада Элленридера и его супруги Анны, урождённой Герман. Её дедом по матери был барочный живописец Франц Людвиг Герман.
В 1813 году поступила в Мюнхенскую академию художеств, став первой женщиной, официально принятой для обучения в любую из немецких художественных академий. В ранний период её творчество испытало сильное влияние Ангелики Кауфман (1741—1807), чья биография служила вдохновляющим примером для начинающей художницы. Окончив академию, в 1822 году отправилась в Рим, где оставалась по крайней мере до 1824 года и познакомилась с художниками-назарейцами. В Риме она решила продолжить своё обучение и брала частные уроки у одного из лидеров назарейцев — Иоганна Фридриха Овербека.
Вернувшись в Германию, создавала в основном сентиментальные по стилистике произведения на сюжеты из церковной истории, в стилистике близкой к назарейцам, и, соответственно, живописи эпохи Ренессанса, которой они стремились подражать. Писала также портреты, и среди них — несколько автопортретов.
При жизни считалась самой популярной и востребованной художницей Германии. Пользовалась покровительством влиятельных людей, например, барона фон Вессенберга. В 1828 году создала несколько образов, включая «Мученичество Святого Стефана» для церкви Святого Стефана в Карлсруэ. Работы понравились, и в следующем году Элленридер стала придворной художницей великой герцогини Софии Баденской (Великое герцогство Баден было в то время независимым государством со столицей в Карлсруэ).
В дальнейшем художница вернулась в родной Констанц. Её работы продолжали пользоваться широкой популярностью: так, две её картины были приобретены королевой Викторией и до сих пор входят в состав британской королевской коллекции. Принц-консорт Альберт был лично знаком с художницей, которую представили ему во время путешествия в Рим.
Мария Элленридер скончалась в 1863 году в Констанце.

## Галерея

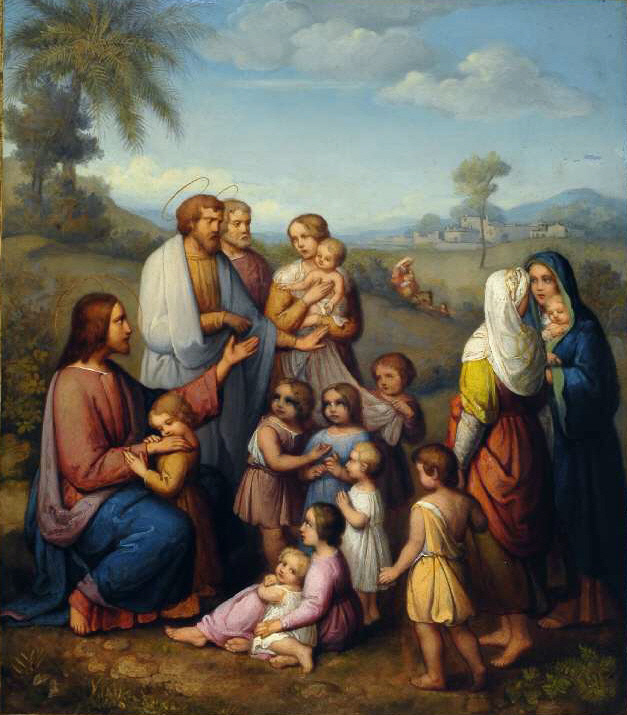
Иисус Христос среди детей
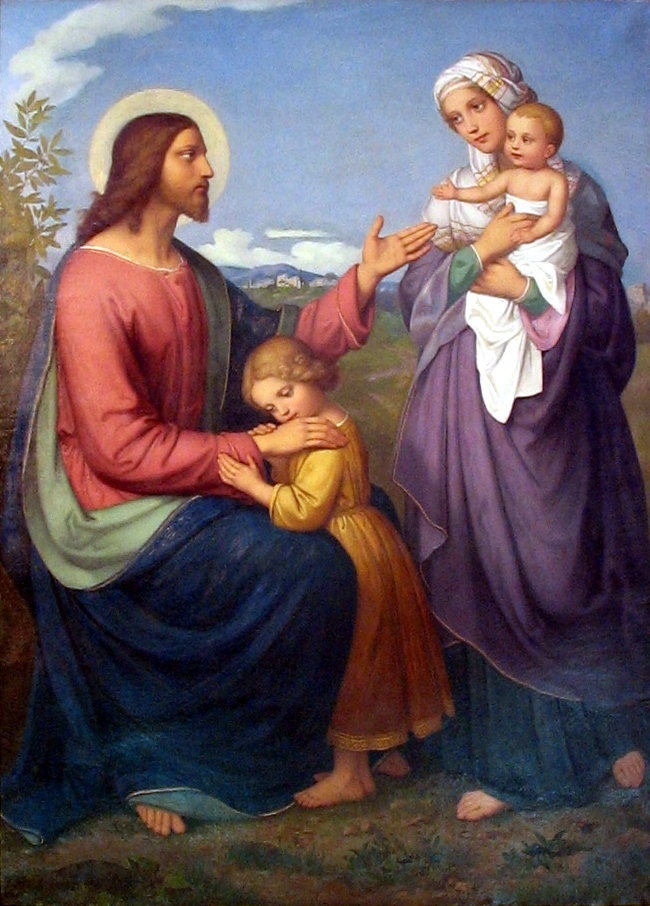
Иисус Христос благословляет детей
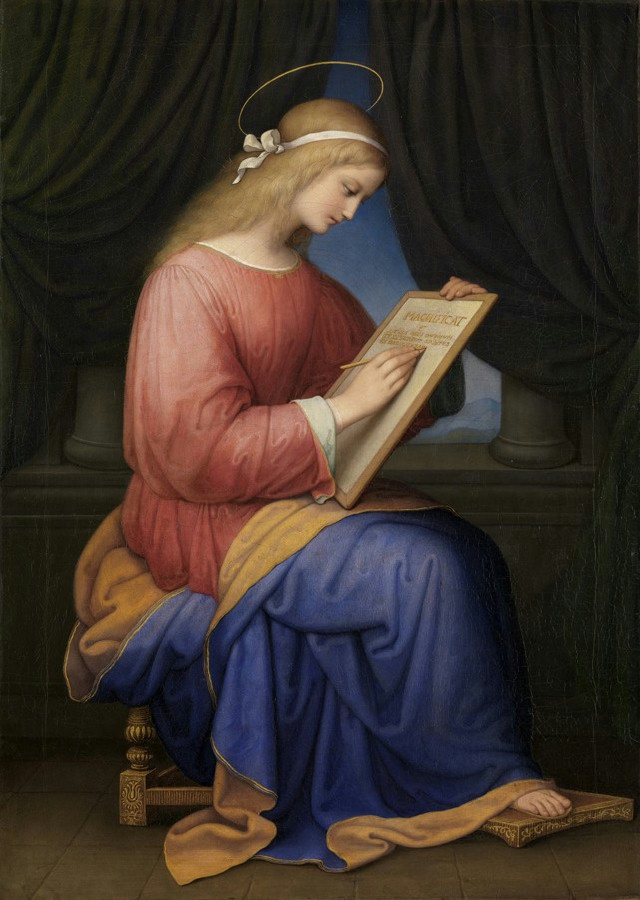
Дева Мария сочиняет Магнификат
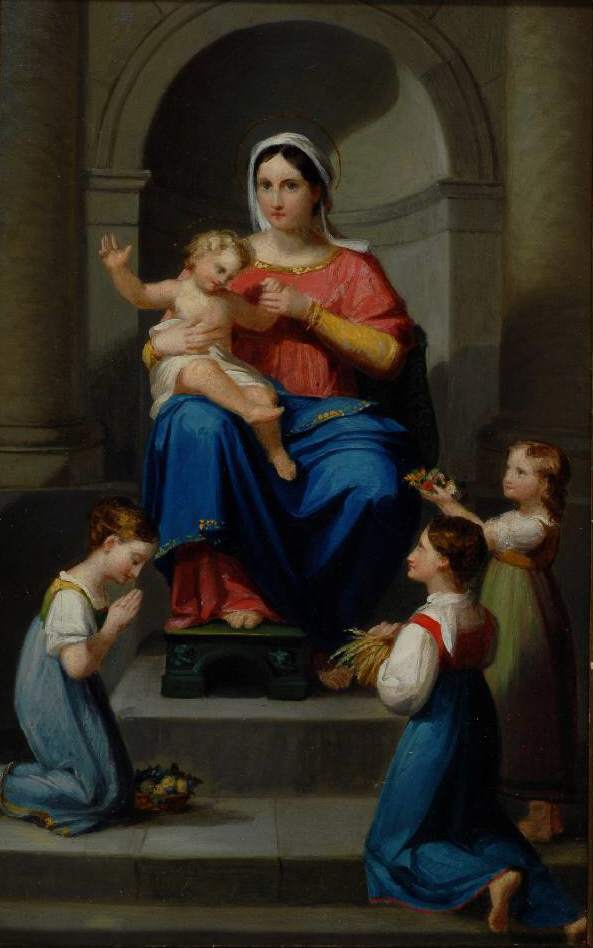
Мадонна с младенцем
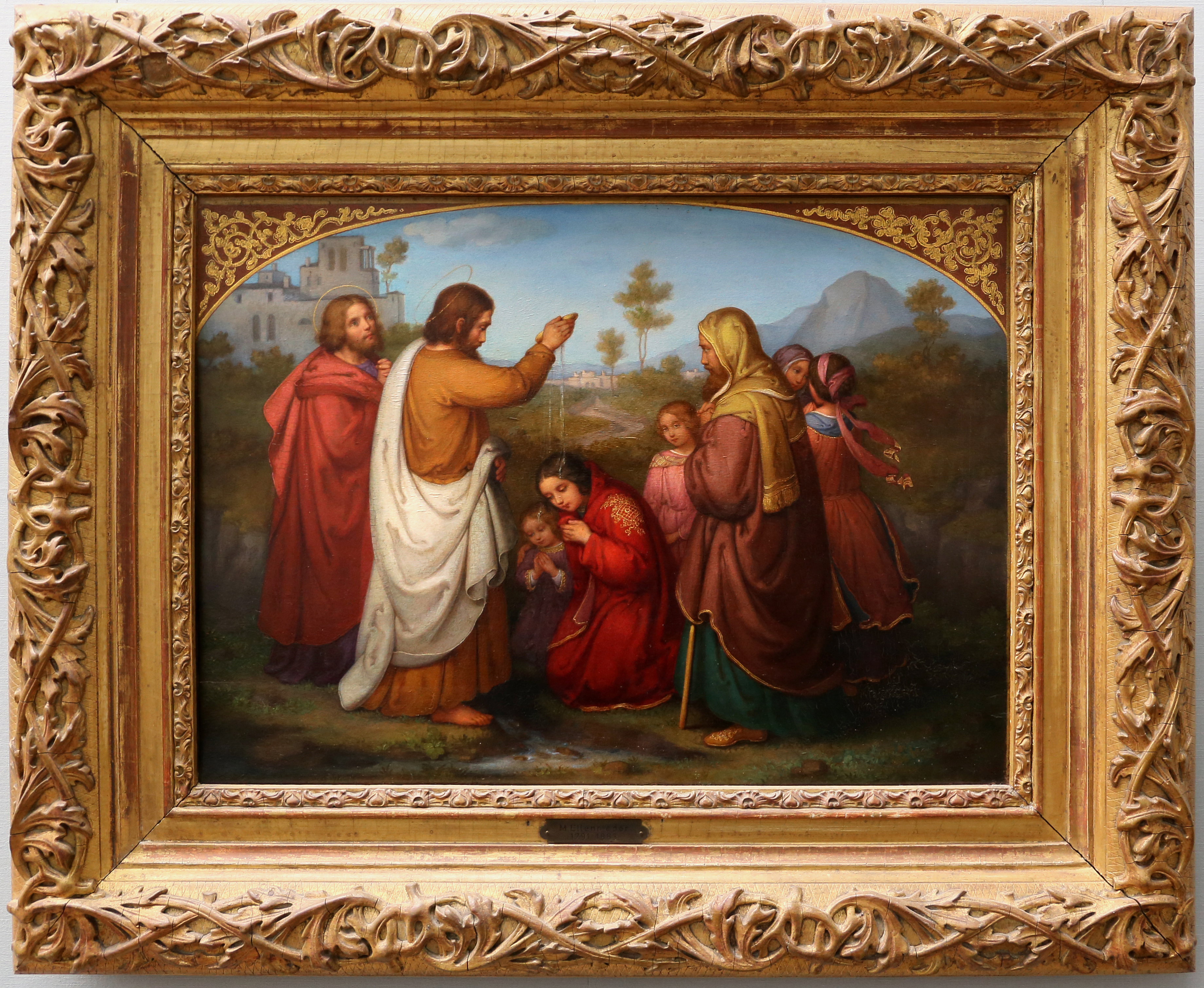
Крещение святой Лидии Фиатирской, 1861
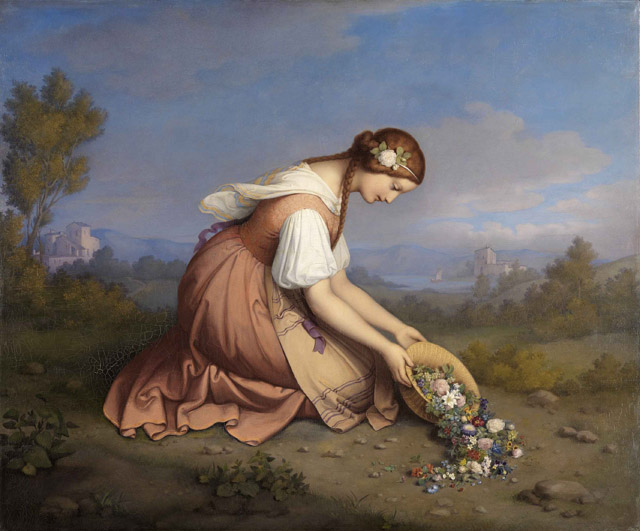
Девушка с корзинкой цветов, 1841
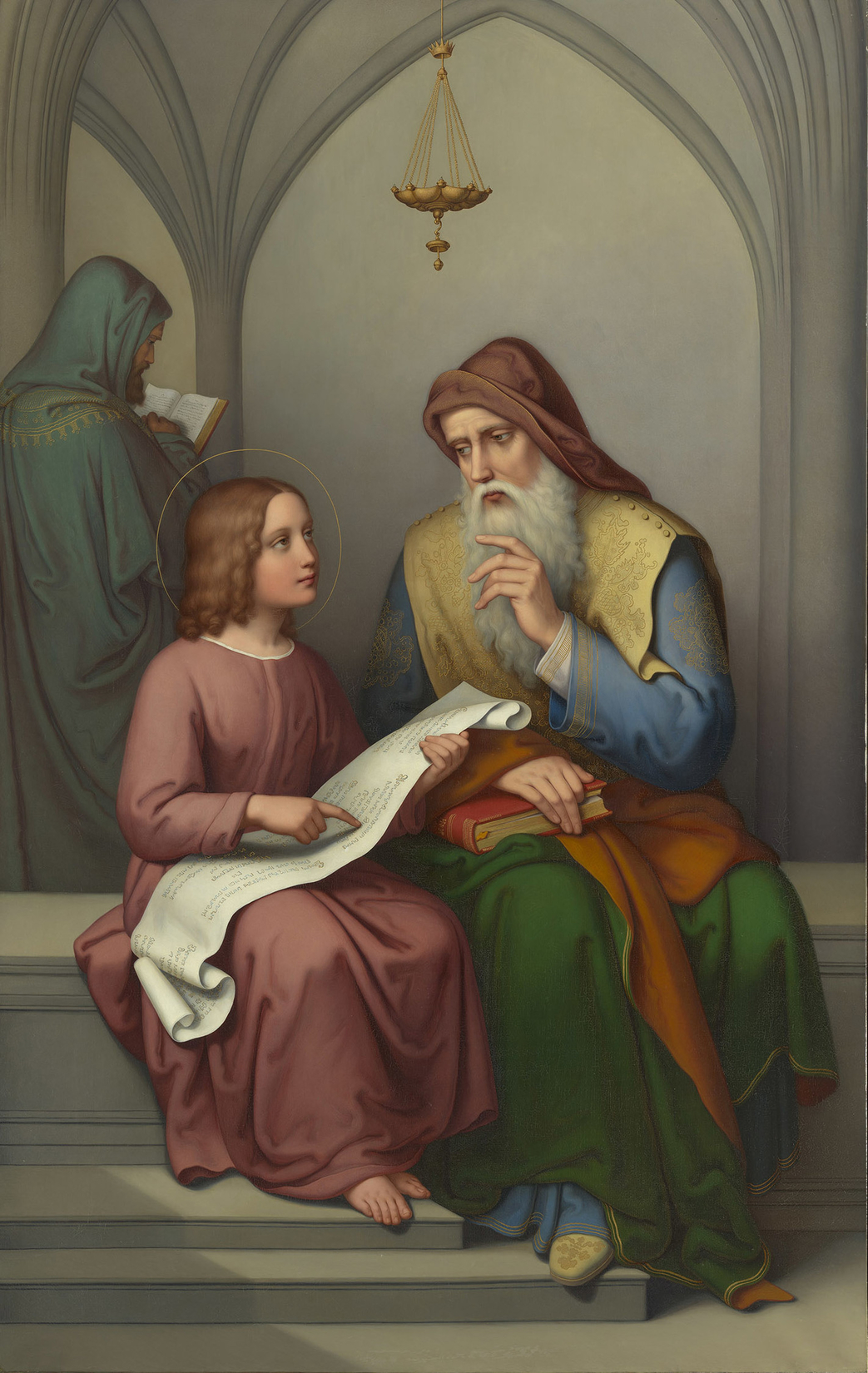
Иисус Христос в храме